# Seattle Storm 2021
La stagione 2021 delle Seattle Storm fu la 22ª nella WNBA per la franchigia.
Le Seattle Storm arrivarono terze nella Western Conference con un record di 21-11. Nei play-off persero al secondo turno con le Phoenix Mercury (1-0).

## Roster
| N° | Naz.                   | Ruolo | Sportivo                | Anno | Alt. | Peso |
| -- | ---------------------- | ----- | ----------------------- | ---- | ---- | ---- |
| 2  | Stati Uniti (bandiera) | C     | Mercedes Russell        | 1995 | 198  | 88   |
| 4  | Stati Uniti (bandiera) | A     | Candice Dupree          | 1984 | 188  | 81   |
| 7  | Australia (bandiera)   | A     | Stephanie Talbot        | 1994 | 188  | 87   |
| 8  | Stati Uniti (bandiera) | G     | Kennedy Burke           | 1997 | 185  | 83   |
| 10 | Stati Uniti (bandiera) | G     | Sue Bird                | 1980 | 175  | 68   |
| 11 | Stati Uniti (bandiera) | G     | Epiphanny Prince        | 1988 | 175  | 81   |
| 12 | Regno Unito (bandiera) | A     | Mikiah Herbert Harrigan | 1998 | 188  | 69   |
| 13 | Australia (bandiera)   | A     | Ezi Magbegor            | 1999 | 193  | 80   |
| 21 | Stati Uniti (bandiera) | G     | Jordin Canada           | 1995 | 168  | 61   |
| 22 | Stati Uniti (bandiera) | A     | Cierra Burdick          | 1993 | 188  | 78   |
| 23 | Stati Uniti (bandiera) | G     | Kiana Williams          | 1999 | 173  | 61   |
| 24 | Stati Uniti (bandiera) | G     | Jewell Loyd             | 1993 | 178  | 67   |
| 30 | Stati Uniti (bandiera) | AC    | Breanna Stewart         | 1994 | 193  | 77   |
| 33 | Stati Uniti (bandiera) | A     | Katie Lou Samuelson     | 1997 | 191  | 74   |
| 44 | Stati Uniti (bandiera) | A     | Karlie Samuelson        | 1995 | 183  | 73   |

## Staff tecnico
- Allenatori: Dan Hughes (5-1) (fino al 30 maggio)[1], Noelle Quinn (16-10)
- Vice-allenatori: Noelle Quinn (fino al 30 maggio), Gary Kloppenburg, Ryan Webb, Perry Huang
- Preparatore atletico: Caroline Durocher